# Listrup Lyng
Listrup Lyng este o arie protejată (arie specială de conservare — SAC, sit de importanță comunitară — SCI) din Danemarca întinsă pe o suprafață de 15 ha, integral pe uscat.

## Localizare
Centrul sitului Listrup Lyng este situat la coordonatele 54°50′07″N 11°56′47″E / 54.835278°N 11.946389°E.

## Înființare
Situl Listrup Lyng a fost declarat sit de importanță comunitară în august 2002 pentru a proteja 2 specii de animale. Situl a fost protejat și ca arie specială de conservare în decembrie 2011.

## Biodiversitate
Situată în ecoregiunea continentală, aria protejată conține 5 habitate naturale: Lacuri și iazuri distrofice naturale, Păduri aluvionare cu Alnus glutinosa și Fraxinus excelsior (Alno-Padion, Alnion incanae, Salicion albae), Mlaștini turboase de tranziție și turbării mișcătoare, Ape puternic oligomezotrofe cu vegetație bentonică cu Chara spp., Mlaștini împădurite.
La baza desemnării sitului se află mai multe specii protejate de  nevertebrate (2): libelule (Leucorrhinia pectoralis), Vertigo moulinsiana.